# Драганешти (Брезој)
Драганешти (рум. Drăgănești) насеље је у Румунији у округу Валча у општини Брезој. Oпштина се налази на надморској висини од 339 m.

## Становништво
Према подацима из 2002. године у насељу је живело 126 становника, од којих су сви румунске националности.